# Črnosrajčniki
Črnosrájčniki, tudi »skvadristi« (italijansko uradno: Milizia Volontaria per la Sicurezza Nazionale) je vzdevek, ki so ga dobili nacionalistični paravojaški oddelki Squadre d'Azione, ustanovljeni v Italiji leta 1919. Črnosrajčniki so bili razporejeni v polvojaške enote, nosili so črne srajce, patruljirali po mestih in se z nasilnimi sredstvi borili proti socializmu in komunizmu. Leta 1921 so se kot državna milica priključili fašistični stranki. Po njih so se zgledovali nemški rjavosrajčniki oziroma SA. Uradno ime organizacije je bilo Milizia Volontaria per la Sicurezza Nazionale (Prostovoljna milica za državno varnost; kratica MVSN).